# The Altogether
The Altogether is een Amerikaanse akoestische en folkrock-groep uit Baltimore, gevormd in 2012. De band bestaat uit broer en zus Jonah en Sierra Scott, en Brian David Gilbert, die momenteel minder actief is in de band. Momenteel zit de band bij het onafhankelijke platenlabel Fries Guys Records.

## Biografie

### Scott and Gilbert
Brian David Gilbert en Jonah Scott begonnen voor het eerst samen muziek op te nemen en uit te voeren als eerstejaars aan de Johns Hopkins University in 2012. Hoewel ze geen albums of ep's uitbrachten, brachten ze tussen 2012 en 2016 22 nummers uit op hun Youtube-kanaal waar Brian en Jonah samen met een akoestische gitaar covers en originele nummers zongen.

### The Altogether
In januari van 2018 kondigden Brian en Jonah aan dat ze naar Brooklyn waren verhuisd, en dat ze hun naam hadden veranderd in The Altogether. Kort daarna brachten ze Look Up op 23 januari 2018 als hun eerste ep uit op Bandcamp, en later op de andere grote streamingplatforms. Hiermee kreeg de band een grotere bekendheid, onder andere door de nummers Sophie en Goodbye van de ep. Kort daarna brachten ze in 2018 hun eerste single Clean Slated State uit. Op 14 december 2018 bracht de band hun tweede ep When We Were Kids uit, waarop, in plaats van Brian, vooral Sierra Scott te horen was als leadzang. Bovendien werd ze voor deze ep voor het eerst vermeld als een volwaardig lid van The Altogether. De band bracht hun volgende singles Dogs at the Beach in 2019, en samen met Karen Han, de vriendin van Brian, Slowly in 2020 uit.
In 2020 kondigde de band ook hun debuutalbum Silo aan, dat op 24 juli 2020 uitkwam. Daarna kondigde Brian aan dat hij verminderd actief in de band zal zijn, aangezien hij verhuisd was naar Los Angeles en aan andere projecten ging werken. Hij zal nog wel verschijnen op het tweede album van de band. De band bracht bracht daarna op 5 januari 2022 hun derde ep uit, zonder Brian, voor de Irvington Shakespeare Company, getiteld Dance on the Walls: The Songs of Twelfth Night samen met Sophia K Metcalf als leadzang in vier van de zes nummers. Op 12 juli kondigde de band hun tweede album Fences aan. Het 21-nummerige dubbelalbum verscheen na 6 singles op 18 november 2022.

## Discografie

### Albums
| Jaar | Titel  | Details                                                                          |
| ---- | ------ | -------------------------------------------------------------------------------- |
| 2020 | Silo   | - Releasedatum: 24 juli 2020 - Formaat: LP, Digitaal - Label: Fries Guys Records |
| 2022 | Fences | - Releasedatum: 18 november 2022 - Formaat: Digitaal - Label: Fries Guys Records |

### Ep's
| Jaar | Titel                                          | Details                                                                          |
| ---- | ---------------------------------------------- | -------------------------------------------------------------------------------- |
| 2018 | Look Up                                        | - Releasedatum: 23 januari 2018 - Formaat: Digitaal - Label: Fries Guys Records  |
| 2018 | When We Were Kids                              | - Releasedatum: 14 december 2018 - Formaat: Digitaal - Label: Fries Guys Records |
| 2022 | Dance on the Walls: The Songs of Twelfth Night | - Releasedatum: 5 januari 2022 - Formaat: Digitaal - Label: Fries Guys Records   |

### Singles
| Jaar | Titel                                   | Album      |
| ---- | --------------------------------------- | ---------- |
| 2018 | Clean Slated State                      | Geen album |
| 2019 | Dogs at the Beach                       | Geen album |
| 2020 | Slowly (Met Karen Han)                  | Geen album |
| 2022 | I Swear                                 | Fences     |
| 2022 | Sweet Ida                               | Fences     |
| 2022 | Fences (The Heat)                       | Fences     |
| 2022 | Waiting For You (Met Martina San Diego) | Fences     |
| 2022 | Background Noise                        | Fences     |
| 2022 | Spinning (The Saucer)                   | Fences     |